# Франкское иконоборчество
Франкское иконоборчество — религиозное движение среди христиан королевства франков против культа почитания икон и других изображений Христа и святых в VIII—IX веках. В отличие от византийского иконоборчества данный конфликт протекал с меньшим ожесточением.

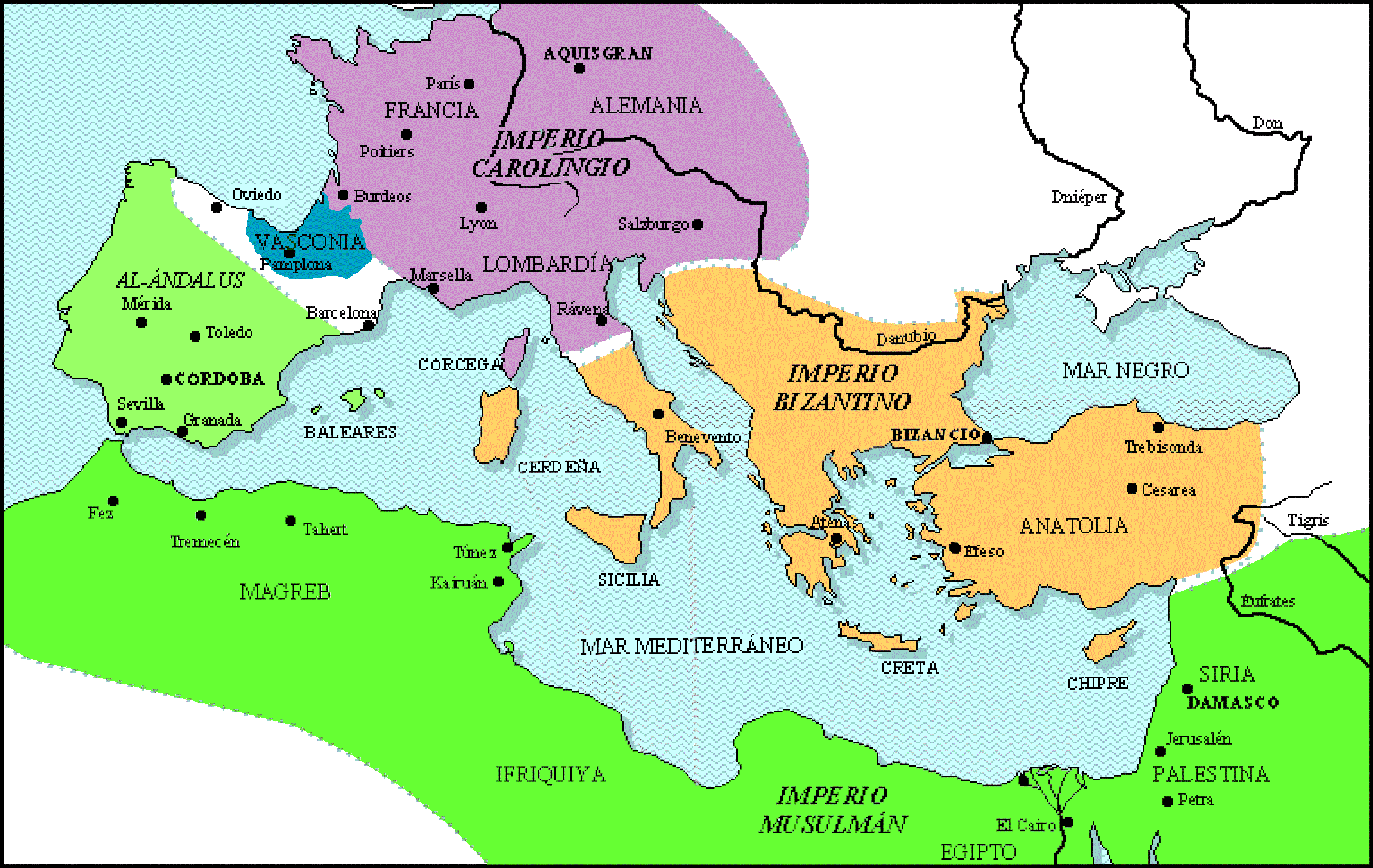
Византийская империя, Франкское государство и Арабский халифат около 800 года.

## Иконоборчество
До конца VIII века не известно о сколько-нибудь значимых спорах о культе изображений у франков. Известные описи предметов меровингского искусства содержат упоминания о многочисленных живописных произведениях, однако практически все они не сохранились. Удовлетворительных объяснений этому явлению пока нет. Некоторые свидетельства хронистов могут быть указывать на наличие противоречивого отношения к поклонению изображениям в первой половине VIII века. В целом для этого периода не известно ни о носимых изображениях, которые могли бы быть названы иконами, ни о клятвах на таких изображениях, ни о видениях верующих. Единственным исключением являются выполненные на низком художественном уровне миниатюры из Евангелия Гундохина (754).
Под 767 годом Анналы королевства франков сообщают, что «началось исследование о святой Троице и об изображениях святых король Пипин собрал совет в поместье Жентильи, [и] по поводу этого исследования провёл синод». В составленных в разное время версиях Анналов это сообщение несколько отличается: в более ранней редакции, датируемой примерно 790 годом, говорится о том, что Пипин созвал «великий синод», а не «совет», которое затем перешёл «синодом». Это изменение в представлении о статусе данного собрания произошло в конце царствования Карла Великого (768—814), когда спор об изображениях был в разгаре. Подробности об этом соборе и об упомянутом тут же «исследовании о Троице» не известны, исследователи связывают эти события с франко-византийскими отношениями того времени, сосредоточенными вокруг возможного заключения брачного союза между двумя дворами. В конечном счёте, союз не был заключен, возможно в связи с противодействием папства, опасавшегося за свои владения в Италии, которые могли оказаться под угрозой, если бы такой союз был заключен.
На Римском соборе 769 года, в котором приняли участие 12 франкских епископов, вопрос об изображениях не был основным, однако по политическим соображениям папе Стефану III (768—772) было важно предотвратить сближение Византии и государства франков. В связи с этим необходимо было показать, что иконоборческая политика византийских императоров того времени является еретической. По инициативе франков вопрос об изображениях был рассмотрен, и решением собора иконоборчество было осуждено, а Иконоборческий собор 754 года анафематствован.
Преемник Стефана III, папа Адриан I (772—795) вступил в переписку с императрицей Ириной и её сыном Константином VI, убеждая их отказаться от иконоборчества. В 787 году состоялся вселенский Второй Никейский собор, на котором было восстановлено почитание икон. Вскоре решения собора в некачественном латинском переводе достигли двора Карла Великого. К этому времени франки приняли компромиссное решение по этому вопросу, осуждая как поклонение иконам, так и их разрушение. По поручению Карла, деяния собора были изучены его двумя советниками в вопросах богословия — Алкуином и Теодульфом Орлеанским. Составленное ими опровержение собора, Capitulare adversus synodum, было отослано в Рим в 792 году, а Теодульф продолжил работу над более детальной критикой собора в своих Opus Caroli Regis Synodum. В 794 году для решения вопроса об отношении к недавно возникшему адопционистскому течению в испанской церкви и Никейскому собору, был созван собор во Франкфурте, на котором решения Никейского собора об иконах были отвергнуты.
В 815 году иконоборчество в Византии было возобновлено при императоре Льве V (813—820). Император Людовик Благочестивый (814—840) узнал о наступлении второго иконоборческого периода в Византии из письма императора Михаила II (820—829).
Независимо от этих событий борьбу с изображениями вёл между 816 и 818 годами в своём диоцезе епископ Клавдий Туринский.
В 825 году Людовик I Благочестивый собрал с разрешения папы в Париже собор епископов и богословов, на котором вновь были осуждены постановления Второго Никейского собора. Парижский собор осудил как иконоборцев, так и иконопоклонников. По мнению Собора совершать поклонение (лат. λατρεία) подобает одному Богу, и запретил поклонение иконам, разрешив их почитание (лат. veneratio); неверно иконы приравнивать ко святому Кресту; иконы присутствуют не для поклонения, a для воспоминания благочестивой любви (лат. pro amoris pii memoria), являются украшением, a для невежд — научением, при таком отношении к ним они не вредят вере. На Парижском соборе, после тщательного рассмотрения, было решено, что изображения разрешаются, но они не важны для веры или богослужения. Было подтверждено прежнее решение, что изображения не следуют ни разрушать, ни поклоняться им.
На Константинопольском соборе 869—870 годов папские легаты подтвердили определения Второго Никейского собора. В западной церкви поклонение иконам не получило признания в качестве общеобязательного догмата, но теоретические обоснования иконопочитания в католическом богословии в целом соответствовали Второму Никейскому собору.

## Комментарии
1. ↑  Возможно, это первое упоминание в связи со спором о филиокве, приведшем к Ахенскому собору 809 года[4].
2. ↑  Новый латинский перевод был подготовлен при папе Иоанне VIII (872—882) Анастасием Библиотекарем[8].